# Soko J-20 Kraguj
Soko J-20 Kraguj (Krahujec) byl jugoslávský jednomístný lehký útočný a protipovstalecký letoun, který poprvé vzlétnul v roce 1964.

## Popis
Letoun má klasickou polosamonosnou konstrukci s kovovou kostrou a s mírně lichoběžníkovým křídlem. Pilot sedí v uzavřeném vyhřívaném kokpitu s ventilací a s nastavitelným sedadlem. Kryt kokpitu se odsouvá směrem dozadu. Přistávací podvozek se záďovým kolečkem je nezatahovací konstrukce. Podvozek má pryžové tlumiče k tlumení nárazů a hydraulické brzdy pro brzdění.
Pohon letounu obstarává jeden šestiválcový pístový motor Textron Lycoming GSO-480-B1J6 s výkonem 254 kW a třílistá kovová nastavitelná vrtule Hartzell HC-B3Z20-1/10151C-5. Motor je chlazený vzduchem, chlazení je podporováno dvěma ejektory. Dvě palivové nádrže pojmou 136 litrů paliva, což letounu umožňuje uletět s plnou výzbrojí až 650 km. Stejnosměrná elektrická síť letounu má napětí 28 V a je napájena generátorem o výkonu 1,5 kW a palubní baterií. Odmlžování a odmrazování skla kokpitu je prováděno proudem horkého vzduchu.

## Použití
Letoun byl navržen pro mise v nízkých letových hladinách proti denním i nočním viditelným pozemním cílům v rozsáhlých oblastech. Měl být snadno vybaven zbraněmi a zásobami na některém z pomocných letišť a to bez použití zvláštního vybavení, což bylo důležité hlavně v horských oblastech. Jugoslávští vojenští plánovači předpokládali, že potenciální protivník nejprve napadne letiště, a proto byl J-20 Kraguj navržen pro starty z krátkých neupravených rozjezdových drah. Dokonce mohl být vybaven i lyžemi pro působení na sněhu. Také se mu říkalo „Partyzánské letadlo“.
Kraguj P-2 byl zamýšlen pro úkoly blízké letecké podpory pozemních jednotek a mohl být využit i pro výcvik pilotů pro denní a noční létání podle rozhledu, zaměřování pozemních cílů, odpalování raket proti pozemním cílům a bombardování.

## Výzbroj
Stálou výzbroj tvořily dva v křídle namontované kulomety ráže 7,7 mm typu Colt Browning Mk. II, každý se zásobou 650 nábojů. Pro bojové mise mohl být letoun vybaven externě nesenými bombami nebo neřízenými raketami ráže 57 mm nebo 128 mm (HVAR-5). Na adaptéry pod křídlem mohly být zavěšeny klasické volně padající bomby, vícenásobné raketnice pro neřízené rakety, kazetové bomby a nákladní kontejnery.

## Specifikace (J-20)
Technické údaje pocházejí z publikace „Jane's All the World's Aircraft 1969–70“.

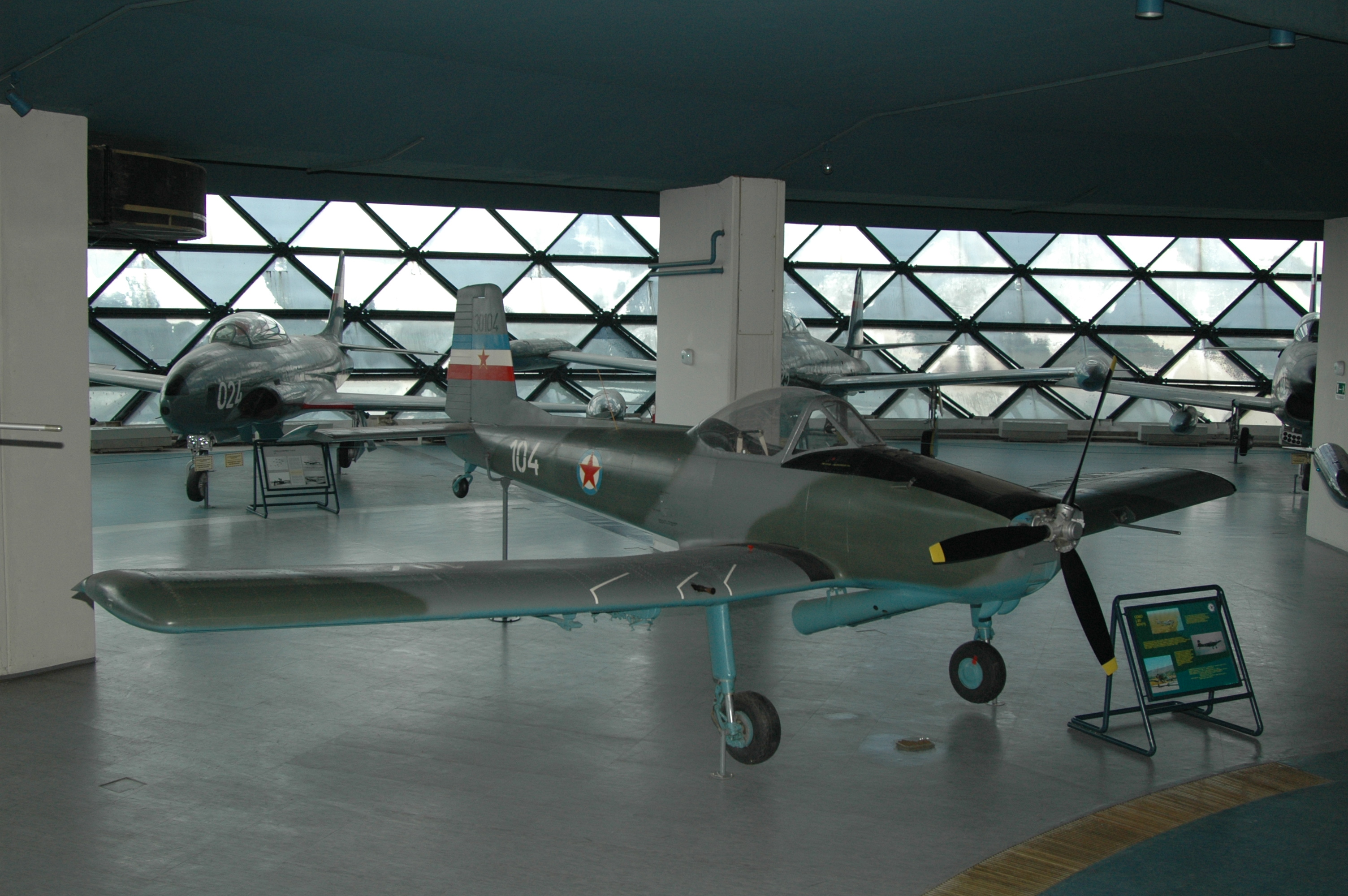
Soko J-20 Kraguj v bělehradském Muzeu letectví

### Technické údaje
- Posádka: 1
- Rozpětí: 10,64 m
- Délka: 7,93 m
- Výška: 3,00 m
- Nosná plocha: 17 m²
- Plošné zatížení: 95,5 kg/m²
- Prázdná hmotnost: 1 130 kg
- Max. vzletová hmotnost: 1 624 kg
- Pohonná jednotka: 1× vzduchem chlazený pístový motor Lycoming GSO-480-B1A6
- Výkon pohonné jednotky: 350 k (254 kW)

### Výkony
- Cestovní rychlost: 280 km/h (151 mph) ve výšce ? m
- Maximální rychlost: 295 km/h (183 mph) ve výšce 1 500 m (5 000 stop)
- Minimální rychlost: 88 km/h (55 mph)
- Dolet: 800 km
- Dostup: 8 000 m (26 250 stop)
- Stoupavost: 480 m/min

### Výzbroj
- 2× kulomet Colt Browning Mk. II ráže 7,7 mm (650 nábojů na zbraň)
- 2× letecká puma o hmotnosti 100 kg (220 liber)
- 2× raketnice s 12 nebo 6 raketami ráže 57 mm nebo 127 mm

## Uživatelé
- Jugoslávie